# Кетуну (Телеорман)
Кетуну (рум. Cătunu) — село у повіті Телеорман в Румунії. Входить до складу комуни Поєнь.
Село розташоване на відстані 61 км на захід від Бухареста, 50 км на північ від Александрії, 120 км на схід від Крайови, 138 км на південь від Брашова.

## Населення
За даними перепису населення 2002 року у селі проживали 446 осіб, усі — румуни. Усі жителі села рідною мовою назвали румунську.